# Prasinocyma candida
Prasinocyma candida är en fjärilsart som beskrevs av Louis Beethoven Prout 1923. Prasinocyma candida ingår i släktet Prasinocyma och familjen mätare. Inga underarter finns listade i Catalogue of Life.